# 3388 Tsanghinchi
3388 Tsanghinchi eller 1981 YR1 är en asteroid i huvudbältet som upptäcktes den 21 december 1981 av Purple Mountain-observatoriet i Nanjing, Kina. Den är uppkallad efter Hin-Chi Tsang.
Asteroiden har en diameter på ungefär 6 kilometer och den tillhör asteroidgruppen Phocaea.